# 銀河の誓い
「銀河の誓い」（ぎんがのちかい）は、MAXの14枚目のシングル。1999年8月25日にCD、1999年9月11日にアナログ盤の2形態で発売された。発売元はavex trax。

## 解説
- タイトル曲の「銀河の誓い」は、1995年から1997年にかけて活動した伊秩弘将主宰のボーカル＆ダンスユニットHIM（エイチ・アイ・エム）の楽曲「AQUARIUS」を改題したカバー曲である。（オリジナル「AQUARIUS」は、1995年11月22日にHIMの3rdシングルとして発売。1996年2月1日発売の1stアルバム「HIMAX! GREATEST HITS AND MORE」にORIGINAL MIXとWEST-END CLUB MIXが、1997年6月21日発売の2ndアルバム「HIMIX A2Z」にはEAST-END CLUB MIXが収録されている。）
- 当時、音楽雑誌の取材に応じたMAXはこの楽曲が「AQUARIUS」というタイトルでリリースされると認識していたところ、取材記者から「銀河の誓い」というタイトルになったことを初めて聞かされ驚いたという。
- また、当時R&B色の楽曲に傾倒していたMAXは、当初この楽曲をカバーすることに意欲的ではなく、むしろ否定的だったという。
- MAXとしては最後の8cmシングル（短冊形シングル）となった。
- コレオグラファーは「Love impact」に引き続きKABA.ちゃんこと椛島永次。
- タイトル曲、カップリング曲共にオリジナルアルバムには収録されていない。
- 2020年、公式YouTubeチャンネルで定点ダンス動画が公開された。

## 収録曲

### CD
1. 銀河の誓い
作詞・作曲：HIM / 編曲：磯村英司
2. We'll be together
作詞：海老根祐子 / 作曲・編曲：辰巳博成
3. 銀河の誓い (Original Karaoke)
4. We'll be together (Original Karaoke)

### アナログ盤
SIDE A
1. 銀河の誓い -Dub's Galactic Club Remix-
リミックス：宮崎"DMX"泉
2. 銀河の誓い -ORIGINAL MIX-

SIDE B
1. 銀河の誓い -GLOW SOUND MIX-
リミックス：DJ SOMA（GLOW SOUND）
2. Sunny Holiday -ORIGINAL MIX-
日本語詞：太田真人 / 作詞：Sandro Cajander - David Taboli - TH.Olsen / 作曲：Jonas Eriksson - Mat tias Eliasson / 編曲：磯村英司
3rdアルバム『MAXIMUM GROOVE』収録曲。アナログ盤のみのカップリング曲。Solid Base「Sunny Holiday」のカバー。

## タイアップ
- 銀河の誓い
  - 日本テレビ系『GIRLS²』エンディングテーマ
  - ブルボン『コミュニケースガム』CMソング

## 収録アルバム
銀河の誓い
- MAXIMUM COLLECTION (Disc-1 #15)
- PRECIOUS COLLECTION 1995-2002 (Disc-2 #2)
- MAXIMUM PERFECT BEST (Disc-2 #13)
- SUPER EUROBEAT presents HYPER EURO MAX (#3, Eurosenti Mix)
- MAXIMUM TRANCE (#7, GIGABREAK empire Mix)
- NEW EDITION 〜MAXIMUM HITS〜 (#4, SADA MIX)
- NEW EDITION II 〜MAXIMUM HITS〜 (#7, 2019 Mix)